# Seatrain
Seatrain war eine US-amerikanische Rockband, die 1969 aus den Überresten des Blues Project entstanden war und bis 1974 bestand. Die Musik von Seatrain war eine Mischung aus Rock, Bluegrass, Folk und Blues.
In der Besetzung Andy Kulberg (Querflöte, Bass), Roy Blumenfeld (Schlagzeug), Richard Greene (Violine), James T. "Jim" Roberts (Gesang), John Gregory (Gitarre) und Don Kretmar (Saxofon, Bass) nahm das Blues Project 1968 im Marin County sein letztes Album Planned Obsolescence auf. Unmittelbar danach änderte die Band ihren Namen in Seatrain.
Seatrain durchlief einige Umbesetzungen. Spätere Mitglieder waren zunächst Peter Rowan (Gesang, Gitarre), Lloyd Baskin (Gesang, Keyboards) und Larry Atamanuk (Schlagzeug), danach Peter Walsh (Gitarre), Julio Coronado (Schlagzeug) und Bill Elliot (Keyboards).
Seatrain löste sich 1974 wegen mangelnden kommerziellen Erfolges auf.

## Diskografie
- Sea Train (1969)
- Seatrain (1970) mit der Hit-Single 13 Questions komplett von George Martin produziert
- Marblehead Messenger (1971), teilweise von George Martin produziert
- Watch (1973)